# Коровкин, Александр Иванович
Александр Иванович Коровкин (1907—1986) — советский конструктор военной техники, лауреат Ленинской премии.
Родился 3 сентября 1907 г.
С 1955 г. работал в ОКБ-52 Министерства авиационной промышленности («п/я 80», с 6.11.1957 г. филиал НИИ-642, с 8.03.1958 г. снова самостоятельное, в 1965 г. преобразовано в ЦКБМ (Центральное конструкторское бюро машиностроения).
С 1962 по 1983 год начальник отдела рабочего проектирования.
Лауреат Ленинской премии 1959 года (в составе коллектива) — за создание комплекса крылатых ракет П-5 для подводных лодок проекта П-613.
Награждён орденами Ленина, Красной Звезды, «Знак Почёта».